# Église Saint-Maurice d'Annonay
 (mars 2018).
L'église Saint-Maurice est érigée dans la commune d'Annonay, département de l'Ardèche en région Auvergne-Rhône-Alpes. Son architecture de style néogothique est l'œuvre  de William Guibert, architecte-voyer (architecte-urbaniste) de la ville d’Annonay. L'édifice est situé dans le hameau de Toissieu.

## Historique
Les documents cités dans la bibliographie de l'article permettent d'établir la chronologie suivante : 
- 889 : Première mention écrite de Toissieu.
- XIIe siècle ? : Construction d’une église paroissiale.
- Ancien Régime : La paroisse est une succursale de celle de Villevocance.
- 1789 : Révolution…
- 1793 : Fermeture de l’église au culte ?
- 1802 : Réouverture officielle au culte : l’église demeure paroissiale dans le cadre de la mise en place de l’organisation temporelle concordataire.
- 1807 : Réorganisation du maillage paroissial : l’église perd son statut d’église paroissiale. En effet le budget des traitements des ministres des cultes et donc le nombre des paroisses est revu à la baisse par l’État.
- 1826 : Constitution du cadastre « napoléonien » d’Annonay. L’église de Toissieu aux  origines médiévales apparait sur le plan au sud-est du hameau. Il s’agit d’une église à une seule nef, ayant un chevet roman. Elle est entourée par le cimetière. Elle ne comporte apparemment pas de clocher.
- 1845 : Rétablissement du statut d’église paroissiale. Le desservant de Toissieu redevient fonctionnaire d’État jusqu’à la Loi de séparation des Églises et de l'État
- 1851 : Bénédiction de deux cloches durant le ministère du P. Jean-Baptiste Perrier, curé.
- 1859 : Célébration du sacrement de confirmation par Mgr Joseph Hippolyte Guibert, évêque de Viviers.
- 1876 : 
  - État irréparable de l’église du hameau, trop exigüe et mal située. Le conseil municipal d'Annonay suit l'avis du conseil de fabrique et prend la décision de procéder à une reconstruction sur la place au cœur du hameau (29 février).
  - Le P. Pourchas, curé depuis 1874 bénit la première pierre (8 décembre).
- 1877 : Ouverture au culte de la nouvelle église de Toissieu (décembre ?).
- 1894 : Passage à Toissieu de Mgr Joseph-Michel-Frédéric Bonnet, évêque de Viviers dans le cadre de sa tournée pastorale en Haut-Vivarais devant le conduire vers Annonay et Satillieu. Il va consacrer la chapelle du couvent du Sacré-Cœur (actuels Foyer Saint-Charles et Lycée Marc Seguin d’Annonay) et l’église Saint-Priest de Satillieu (15 avril).
- 1898 : Décès du P. Joseph Henri Rama, curé à l’âge de 50 ans (11 avril). Il est inhumé au sein du cimetière du hameau dans le chœur préservé de l’ancienne église, édifice qui devient de fait chapelle mortuaire.
- 1906 : Inventaire de l’église dans le cadre de la Loi de séparation des Églises et de l'État. Prévue le 2 février, l’opération se déroule le 5 sans incident.
- Années 1920 : Pose du monument aux morts de la guerre 1914-1918 sans doute à la fin du ministère du P. Henry Chavot (1875 - 1949), curé de Toissieu. Mise en place des statues du saint curé d’Ars et de sainte Thérèse de l’Enfant-Jésus.
- Années 1930 :	Installation de l’éclairage électrique et projet de rénovation de l’intérieur durant le ministère du P. Fogeron, curé.
- 1957 : Décès du P. Félix Charbonnier, curé depuis 1942 à l’âge de 84 ans. Dernier curé résidant, il « rejoint » son prédécesseur le curé Rama au sein du cimetière du hameau. Le P. René Teyssier, déjà curé de Villevocance est chargé de la paroisse.
- 1965-1970 : Réaménagement du chœur pour pouvoir « célébrer face au peuple » à l’issue du Concile Vatican II.
- 1994 : La paroisse de Toissieu et les autres paroisses catholiques de la banlieue d’Annonay (sauf Roiffieux) forment l’« Ensemble Inter Paroissial d'Annonay - rural ».
- 1999 : La tempête « Martin » déplace la toiture « provisoire » du clocher (nuit du 27 au 28 décembre). L’église est interdite d’accès pour raison de sécurité.
- 2000 : 
  - Campagne de travaux sur les toitures. Le toit provisoire du clocher est reconstruit à l’identique ! Sa forme devient de ce fait définitive ! (premier semestre).
  - Le hameau et son église échappe à un incendie accidentel qui ravage 2 000 hectares de prés, bois et landes entre les vals de Cance et de Deûme (août).
- 2003 : Création de la paroisse « Sainte-Claire » d’Annonay, de Roiffieux et de La Vocance par fusion des paroisses catholiques existantes (1er janvier).
- 2014 :
  - Campagne de travaux au niveau du clocher (juin - juillet).
  - Ouverture pour les Journées européennes du patrimoine (20 et 21 septembre).
- 2021 : Création de la paroisse « Bienheureux Gabriel Longueville » du Bassin d'Annonay par fusion des paroisses « Sainte-Claire » d’Annonay, de Roiffieux et de La Vocance et « Saint-Christophe lès Annonay » (1er mai) [1].

## Description générale
L’actuelle église Saint-Maurice de Toissieu a été construite dans un style néo-gothique. L’édifice a une seule nef et suit le plan d’une croix latine. Originalité, son clocher n’est pas en façade mais situé à l’angle formé par le chœur et un bras du transept. Sa surface cadastrale est de 257 m2.
L’intérieur a conservé l’aspect que pouvait présenter une église rurale avant la Seconde Guerre mondiale, l’église de Toissieu n’ayant subi apparemment aucune rénovation depuis sa construction. Les éléments décoratifs ou liturgiques se sont ajoutés au fur et à mesure du temps. Une exception : la table de communion, ôtée dans les années 1960 car devenue inutile et même embarrassante à l’issue de la réforme liturgique du concile Vatican II. Les éléments les plus récents sont un ensemble contemporain placé à la fin des années 1960 pour permettre la célébration « face au peuple ». Ce mobilier et les bancs, datant de la même époque, ont apporté une note de modernité à l’ensemble.

## Vocable

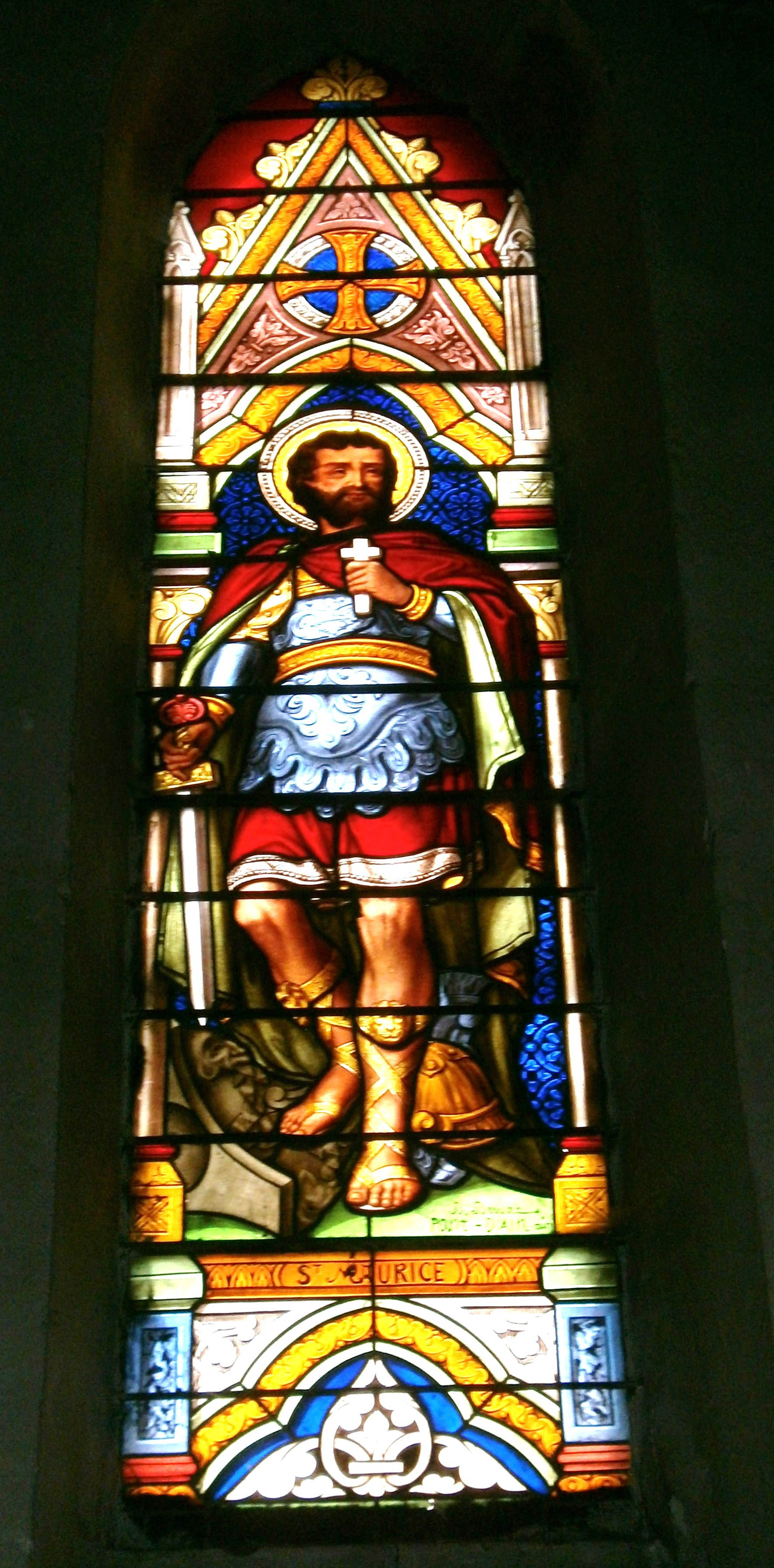
Saint Maurice, patron de l'église de Toissieu, œuvre du vitrailliste Benoit Bessac.

Saint Maurice, patron de cette église, et ses compagnons militaires romains ont été martyrisés vers 287 à Auganuum (Agaune), devenu depuis Saint-Maurice (Valais), Suisse.

## Visite de l'édifice

### Le sanctuaire
Dans cette partie de l’édifice se trouvent des éléments aux fonctions liturgiques précises. Il s'agit principalement d'un ensemble contemporain installé à la fin des années 1960, c’est-à-dire après le Concile Vatican II. Il comprend : 
- le siège de présidence, ici un fauteuil paillé,
- le Christ en croix,
- l’ ambon  décoré par un élément en fer forgé provenant de l’ancienne table de communion,
- l’autel.

Le tabernacle est un coffre inséré dans le retable de l’ancien maître-autel en marbre. Sa porte comporte une croix sculptée et il surmonté d’une autre croix.

### Sculptures

#### Statues
- Le baptême du Christ, décorant les fonts baptismaux
- Saint Antoine de Padoue.
- Sainte Jeanne d’Arc, près du monument aux Morts.
- Saint Jean-Marie Vianney.
- Notre-Dame de Lourdes.
- Sainte Thérèse de l’Enfant Jésus.
- Le Christ présentant son Cœur, « symbole de son amour » (dernier quart du XIXe siècle).
- Saint Jean-François Régis
- Saint Joseph.
- La Vierge à l'Enfant (dernier quart du XIXe siècle).
- Saint François d’Assise.
- Saint Maurice d'Agaune, patron de l’église.

#### Bas-reliefs
- Chapelle du Sacré-Cœur : le bas-relief de l’autel reproduit Le Cœur du Christ, « symbole de son amour pour l'humanité ».
- Chapelle de la sainte Vierge : le bas-relief de l’autel montre Le saint Cœur de Marie renvoyant à La Prophétie de Siméon (Luc 2, 33-35).
- Ancien maître-autel : le bas-relief représente L'Agneau de Dieu.
- Ancienne chaire : la « cuve » est décorée par : Le Christ et les quatre évangélistes.

#### Ancienne chaire
Conservée à son emplacement d'origine comme élément décoratif, la chaire - aujourd'hui inutilisée - est l’une des dernières en position d’origine dans une église affectée au culte de la commune d’Annonay et peut-être même de la paroisse Sainte-Claire d’Annonay, de Roiffieux et de La Vocance. Avec l’invention du microphone et la réforme liturgique de 1965, son usage est tombé en désuétude. Ici, elle est complète.

#### Autre élément sculpté
Le monument aux morts commémore le sacrifice de quatorze soldats originaires ou ayant un lien avec le hameau entre 1914 et 1918.

### Tableaux

#### Chemin de croix
Le chemin de croix est ici une série de tableaux rectangulaires disposés régulièrement tout autour de l’église. Il y en a exactement quatorze qui rappellent différents épisodes du premier Vendredi saint : la Passion du Christ.

#### Autres tableaux
Deux autres cadres prennent place en ces lieux : La Sainte Face et une reproduction d’une icône : Notre-Dame du Perpétuel Secours.

### Vitraux
L’ensemble des vitraux est contemporain de la construction de l'église. Ils portent la signature du verrier Benoit Bessac.
Dans la nef nous trouvons des portraits en pied :
- Saint Jean-François Régis,
- Sainte Philomène.

Ensuite : 
- Saint Isidore le Laboureur,
- Sainte Germaine de Pibrac,

respectivement, patron des cultivateurs et patronne des bergers, ils peuvent faire référence au labeur des habitants du versant où est construite l’église.
Au-dessus du portail d'entrée : Le bienheureux Pie IX, encadré par saint Pierre et saint Paul. Le choix et la présence d'un portrait de Pie IX nous permet de dater la création des vitraux.
Dans les bras du transept nous trouvons des thèmes évoquant principalement des dévotions :
- Le Sacré-Cœur entouré de l’amour de saint Joseph et de saint Jean,
- Le Saint Rosaire, Notre-Dame de La Salette et L’Immaculée Conception.

Dans l'abside prend place au centre : La Sainte Famille, à gauche : Saint Sulpice le Pieux, patron de l’église de Villevocance, village ayant des liens historiques avec le hameau, et à droite : Saint Maurice d'Agaune, patron de l’église.
Originaire de Pont-d'Ain (Ain) et transférée à Grenoble (Isère), l’entreprise Bessac décorera en 1932 les fenêtres hautes de la nef d'une autre église d'Annonay : Notre-Dame.

### Harmonium
L'harmonium présent dans l'église est l’œuvre de la société : Les Petits-fils de M. Kasriel, Manufacture d’harmoniums, 6 rue Tolain à Paris, XXe. Il fut sans doute acquis durant le premier tiers du XXe siècle auprès de la maison Aurand et Bohl, 48 rue de la République, Lyon comme en témoignent les deux plaques placées au-dessus du clavier.

### Cloches
Deux cloches sont suspendues dans le clocher. Elles ont été fondues par la maison Burdin ainé fils de Lyon sans doute pour l’ancienne église durant le ministère du P. Jean-Baptiste Perrier (1803 - 1887). En 2014 leur sonnerie est toujours manuelle. Elles peuvent simplement tinter ou sonner à la volée. Des motifs géométriques et une Vierge à l'Enfant apparaissent sur leur « robe ». La « grande » a eu pour parrain le P. François Polly, c.s.b., (1813 - 1854), professeur au collège d’Annonay (actuel collège du Sacré-Cœur) et pour marraine : Marie Jeanne Polly. La « petite » a eu pour parrain le P. Joseph Démartin, prêtre originaire de Toissieu et sa marraine fut Julienne Guillomon. L’une, est-elle le résultat d’un legs du P Jean-Baptiste Polly, c.s.b., (1772 - 1847), curé de Toissieu de 1817 à 1847 ? Peut-être, les parrains et marraines de la grande cloche pourraient être de proches parents de ce prêtre. De son côté la fonderie Burdin a aussi réalisé la cloche de l’église de la Sainte-Famille d'Annonay donnée lors de sa construction en 1957 - 1958.

## Chronologie des curés

### ? – 1994
Un curé, non résidant depuis les années 1950, à la charge de la paroisse dont le territoire correspond au hameau et aux habitations isolées du versant.

### 1994 – 2003
Une équipe presbytérale dont les membres sont « curés in solidum » (responsables solidairement) a la charge de l’ensemble des paroisses catholiques de la banlieue d’Annonay (Ensemble Inter Paroissial d'Annonay - rural).

### 2003 – 2021
Avec la création de la paroisse Sainte-Claire dont le territoire comprend Annonay, Roiffieux et la vallée de La Vocance, une Équipe d’Animation Pastorale (E.A.P.), composée de laïcs en mission et de prêtres nommés « curés in solidum », a la charge de la paroisse nouvelle.

### Depuis 2021
Avec la création de la paroisse « Bienheureux Gabriel Longueville » dont le territoire correspond au bassin de vie d'Annonay, une Équipe d’Animation Pastorale (E.A.P.) présidée par un prêtre nommé « curé » à la charge de la paroisse nouvelle.